# Zbigniew Adamczyk (ur. 1951)
Zbigniew Andrzej Adamczyk (ur. 22 listopada 1951 w Katowicach) – polski polityk, elektroradiolog, poseł na Sejm I kadencji.

## Życiorys
Ukończył w 1973 Medyczne Studium Zawodowe w Warszawie. Pracował jako elektroradiolog w warszawskich placówkach zdrowia. W 2008 przeszedł na rentę, a w 2012 na emeryturę.
W drugiej połowie lat 70. współpracował z Komitetem Obrony Robotników i Konfederacją Polski Niepodległej, w 1980 wstąpił do NSZZ „Solidarność”. Po wprowadzeniu stanu wojennego wchodził w skład niejawnej komisji koordynacyjnej Służby Zdrowia Regionu Mazowsze, zajmował się organizacją pomocy dla represjonowanych i ich rodzin, redagowaniem i kolportażem pism drugiego obiegu. W latach 80. dwukrotnie został pobity.
W latach 1991–1993 z ramienia Konfederacji Polski Niepodległej sprawował mandat posła I kadencji, wybranego w okręgu podwarszawskim. W wyborach w 1993 bezskutecznie ubiegał się o reelekcję. Od 1998 do 2002 zasiadał w radzie gminy Warszawa Ursynów, pełniąc także funkcję członka zarządu tej gminy. Po ponownej rejestracji KPN w 2007 wszedł w skład władz tego ugrupowania jako członek rady politycznej (później przestał w niej zasiadać). W 2010 został członkiem rady programowej Instytutu Historycznego Nurtu Niepodległościowego im. Andrzeja Ostoja-Owsianego. W tym samym roku z listy Ursynowskiego Porozumienia Stanisława Falińskiego oraz w 2014 z ramienia Naszego Ursynowa bez powodzenia kandydował do rady Ursynowa.

## Odznaczenia
W 2014 odznaczony przez prezydenta RP Krzyżem Kawalerskim Orderu Odrodzenia Polski, a w na wniosek prezesa IPN w 2015 Krzyżem Wolności i Solidarności. W 2016 otrzymał Medal „Pro Patria”. W 2020 wyróżniony Medalem Stulecia Odzyskanej Niepodległości.